# Operace Earnest Will
Operace Earnest Will byla americká vojenská operace probíhající v oblasti Perského zálivu od července 1987 do září 1989, tedy v době Íránsko-irácké války. Americké námořnictvo v ní chránilo ropné tankery plující z Kuvajtu skrze Hormuzský průliv do Indického oceánu. Jednalo se o největší konvojovou operaci od konce druhé světové války.

## Průběh operace

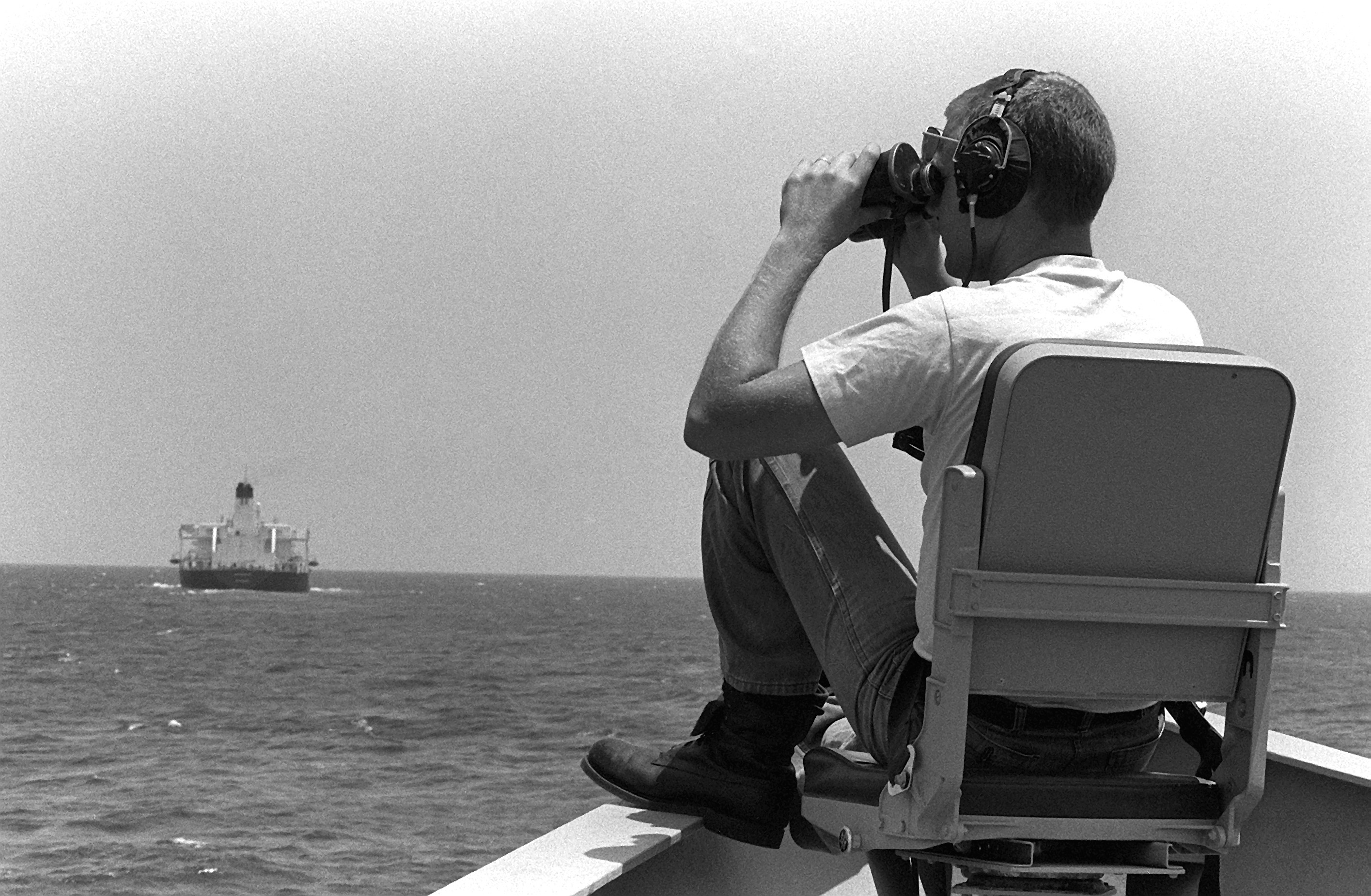
Americký námořník na přídi raketové fregaty USS Nicolas (FFG-47) sleduje, zdali v její trase nejsou námořní miny

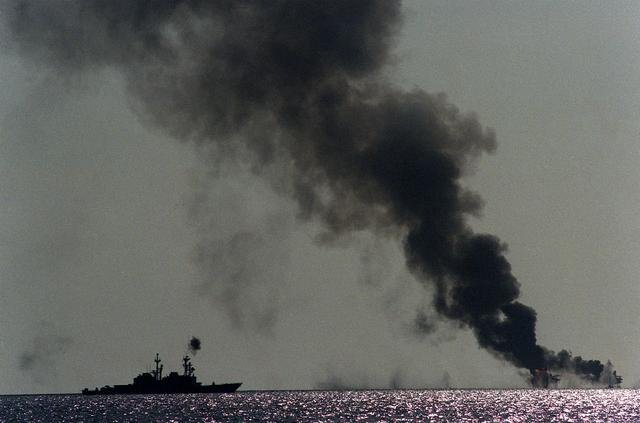
Torpédoborec USS John Young (DD-973) během operace Nimble Archer. Hořící íránské ropné plošiny v pozadí

Íránsko-irácká válka probíhala od roku 1980, přičemž její součástí se stala „tankerová válka“ v podobě napadání tankerů neutrálních zemí silami obou válčících států. Irák zahájil útoky na íránské přístavy a veškerou lodní dopravu už v roce 1981. V následujících třech letech provedl 48 útoků na obchodní lodě a roku 1984 dalších 71 útoků. Rovněž Írán reagoval napadáním neutrální námořní dopravy v Zálivu, přičemž obě země se pokusily tankerovou válkou druhou stranu vyčerpat a celý problém internacionalizovat.
Roku 1984 bylo na takové útoky vyhlášeno moratorium, které Irák v letech 1986–1987 přestal respektovat a tankerová válka se tím opět vystupňovala. Útoky často mířily na kuvajtské tankery a země proto v listopadu 1986 požádala SSSR a USA o pomoc. Americký prezident Ronald Reagan odsouhlasil, aby 11 těchto kuvajtských tankerů plulo pod vlajkou USA a nařídil jejich ochranu válečným námořnictvem Spojených států (neamerické lodě chránit nesměly) v rámci Operace Earnest Will. Íránské námořnictvo se, vzhledem ke své slabosti, nepustilo do přímého střetu, ale po nocích kladlo námořní miny či lodě napadalo pomocí rychlých člunů. Během prvního měsíce operace tak byly tři tankery poškozeny výbuchem miny. To si vynutilo preventivní operace amerických speciálních sil, letadel a hlídkování vrtulníků v rámci operace Prime Chance.
Dne 15. října 1987 byl poblíž města Kuvajt tanker MV Sea Isle City (původně kuvajtské tankery během operace pluly pod americkou vlajkou) poškozen protilodní střelou Silkworm (čínský derivát sovětské P-15 Termit), přičemž 17 osob bylo raněno. V reakci na to americké námořnictvo dne 18. října 1987 provedlo operaci Nimble Archer – ostřelování dvou íránských ropných plošin na poli Rostam čtyřmi torpédoborci. Fregata USS Thach (FFG-43) poté na jedné z plošin vysadila četu Navy SEALs, která ji poškodila a poté prohledala dosud nepoškozenou plošinu o kousek dále.
Dne 14. dubna 1988 najela fregata USS Samuel B. Roberts (FFG-58) na minu, která prorazila otvor v jejím trupu. Americkou reakcí na incident byla o čtyři dny později provedená operace Praying Mantis, během které byly napadeny íránské fregaty Sabalan, Sahand a ropné plošiny na polích Sirri a Sassan.
Časem se do hlídkování zapojily lodě dalších států a intenzita útoků poklesla. Operace byla ukončena po skončení války.